# Mohammed Abdulbasit
Mohammed Abdulbasit (Arabic:محمد عبد الباسط) (sinh ngày 19 tháng 10 năm 1995) là một cầu thủ bóng đá người Các Tiểu vương quốc Ả Rập Thống nhất. Hiện tại anh thi đấu cho Al-Wahda.